# Parakənd (Lənkəran)
Parakənd è un comune dell'Azerbaigian situato nel distretto di Lənkəran. 